# Winsum (dorp in Groningen)
Winsum (uitspraakⓘ; Gronings: Wìnzum) is de toekomstige hoofdplaats van de gemeente Het Hogeland in de provincie Groningen. Winsum was voorheen de hoofdplaats van de gelijknamige gemeente, die in 2019 opging in Het Hogeland. In 2023 telde het dorp 7.525 inwoners.

## Beschrijving
Het dorp bezit drie wierden, die van Winsum zelf, Bellingeweer en Obergum.
Obergum wordt soms nog als een apart dorp gezien, omdat het aan de overkant van het Winsumerdiep ligt. Het heeft er ook mee te maken dat het dorp twee hoofdstraten heeft, de Hoofdstraat W en de Hoofdstraat O. W is van Winsum en O is van Obergum, soms maakt men er West en Oost van, wat niet juist kan zijn want Obergum ligt ten noorden van Winsum. De beide kernen vormen samen sinds 1982 een beschermd dorpsgezicht.
Winsum en Obergum zijn van oorsprong verbonden via een stenen boogbrug, De Boog genaamd en een hoogholtje (een hoge voetbrug), de Jeneverbrug. De brug dankt zijn naam aan het drukke verkeer erover. De inwoners van Obergum gebruikten de brug om in Winsum naar het café te gaan, die van Winsum gingen naar Obergum voor hun borrel, drinken in je eigen dorp deed je niet, over de brug, dat was wat anders.
Winsum bezit een kerk, de Torenkerk (naam gegeven in 2003), waarvan de trap naar de toren aan de buitenkant is gelegen.
Het dorp bezit ook nog twee achtkante stellingmolens. De oudste is De Vriendschap in 1801 als pelmolen in gebruik genomen en halverwege de 20e eeuw als korenmolen omgebouwd. Iets meer richting de dorpskern vlak bij het dorpsplein staat op de molenberg de uit 1851 daterende koren- en pelmolen De Ster. Beide molens zijn recentelijk gerestaureerd en draaien zeer regelmatig dankzij enkele vrijwillige molenaars.
Het Pieterpad loopt door zowel Obergum als door Winsum.

## Geschiedenis
De Hunze liep vroeger langs Winsum. Doordat de Fivel langzaam maar zeker steeds verder verzandde werd de handelsroute via de Hunze steeds belangrijker. Als gevolg daarvan zal al in de vroege middeleeuwen Winsum een handelsnederzetting geweest zijn. Dat blijkt ook uit een oorkonde uit 1057 waarbij de Duitse koning Hendrik IV, 6 jaar oud, onder regentschap van zijn moeder de grafelijke rechten over de gouwen Hunsingo en Fivelingo aan de aartsbisschop van Hamburg schenkt, met daarbij onder andere het recht een markt te stichten in Winsum en het recht om munten te slaan. Van enige daadwerkelijke macht van de bisschop is overigens niets bekend. Dat er echter daadwerkelijk Winsumer munten in deze tijd zijn geslagen, blijkt uit vondsten in het Oostzeegebied. Ondanks het oude markt-, munt- en tolrecht heeft Winsum, mede door de dominante positie van de stad Groningen, zich echter niet ontwikkeld tot stad. Het unieke stapelrecht en het al sinds de 13e eeuw geldende handelsmonopolie van Groningen maakte dat Winsum in de 16e eeuw enkele malen werd aangevallen door de stadjers, die de door het dorp verworven rechten als een gevaar zagen voor de eigen positie.
In 1276 werd in het dorp een klooster door de dominicanen gesticht. Hoewel het in vergelijking met Aduard een betrekkelijk bescheiden vestiging was, heeft het in de zestiende eeuw dienstgedaan als vergaderplaats voor de Staten van de Ommelanden. Na de Reductie van Groningen in 1594 werd het klooster gesloten. Van het klooster zijn geen restanten, zelfs de precieze locatie ervan is niet bekend.

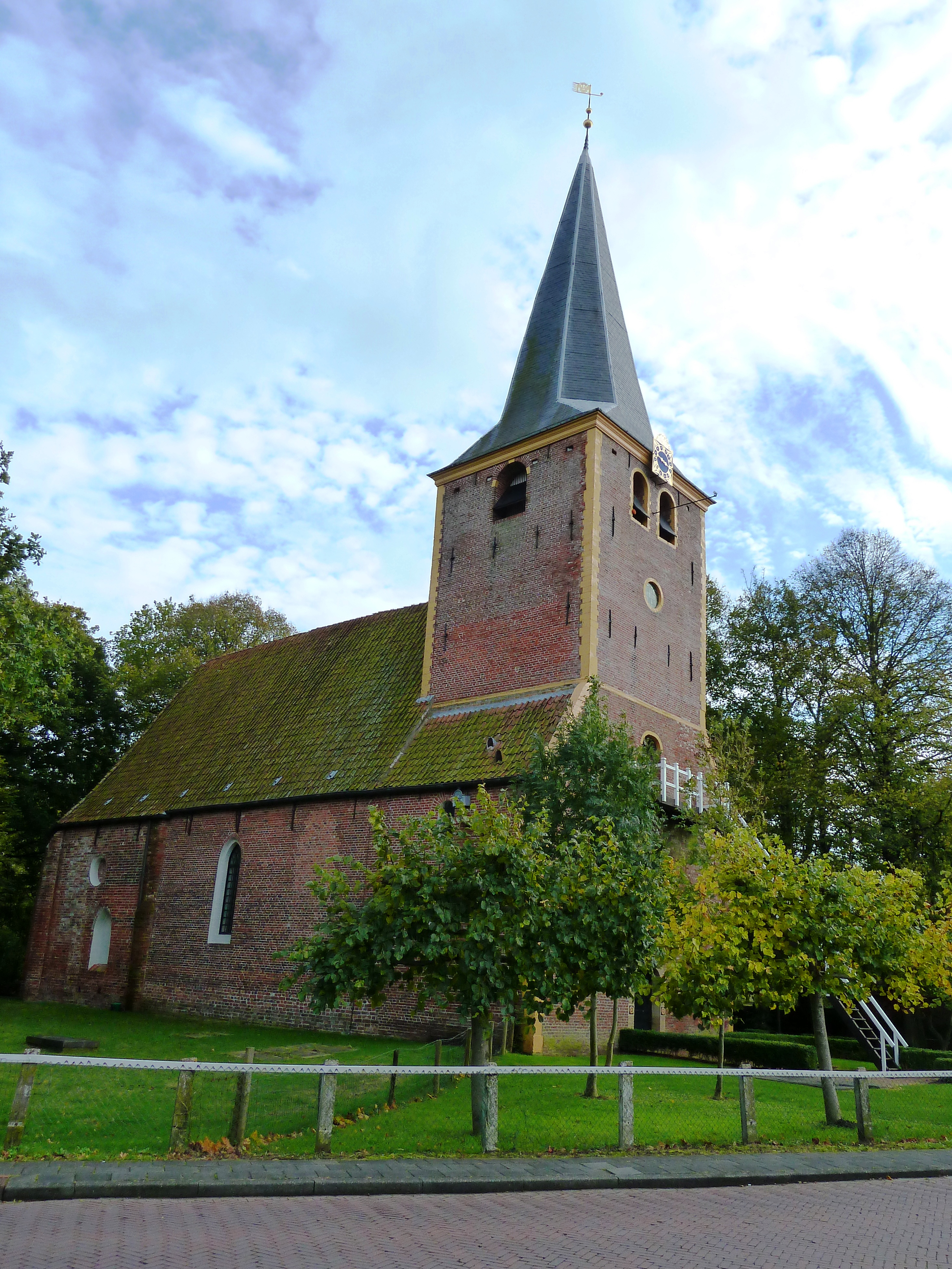
Torenkerk van Winsum
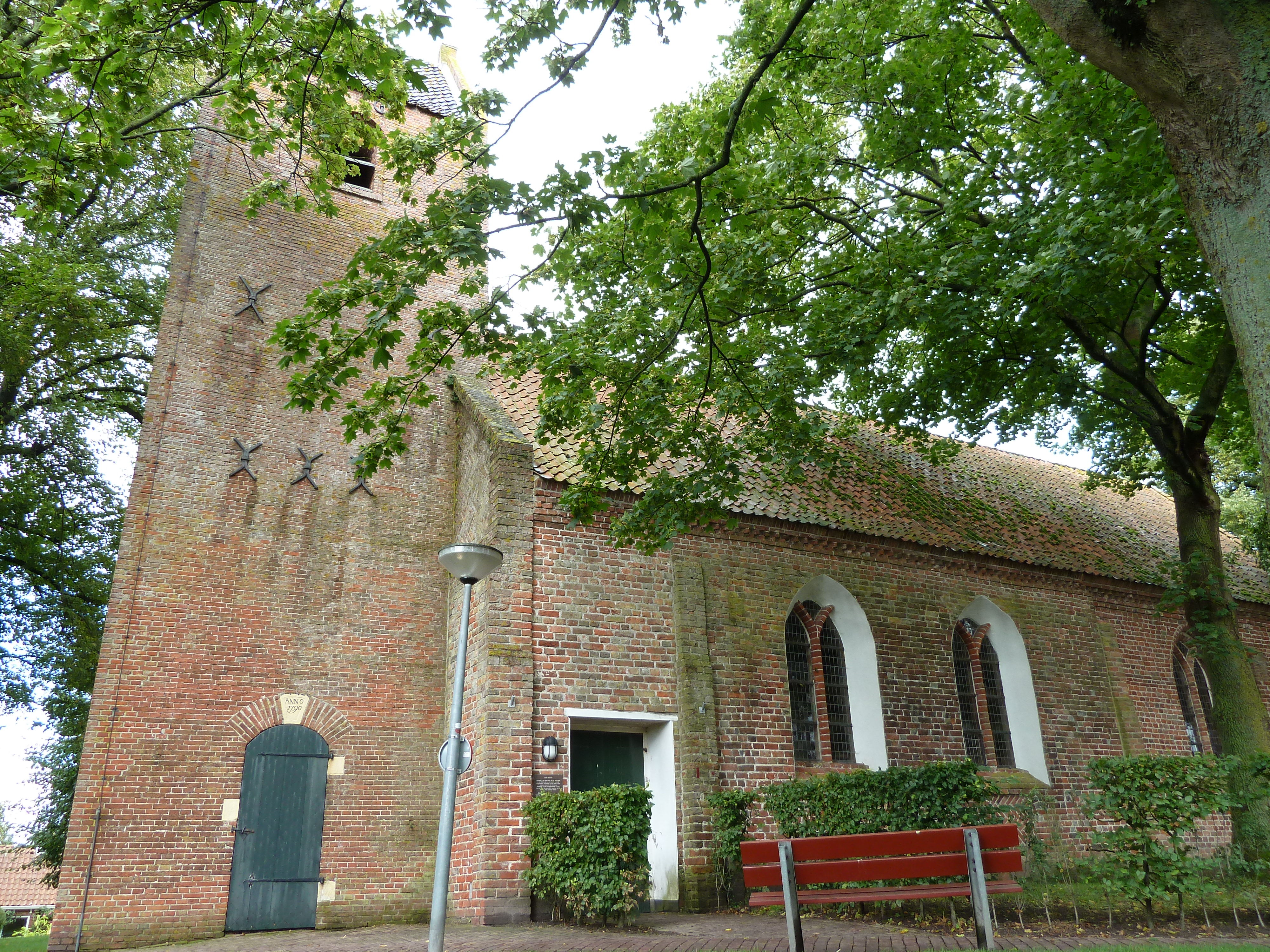
Kerk van Obergum
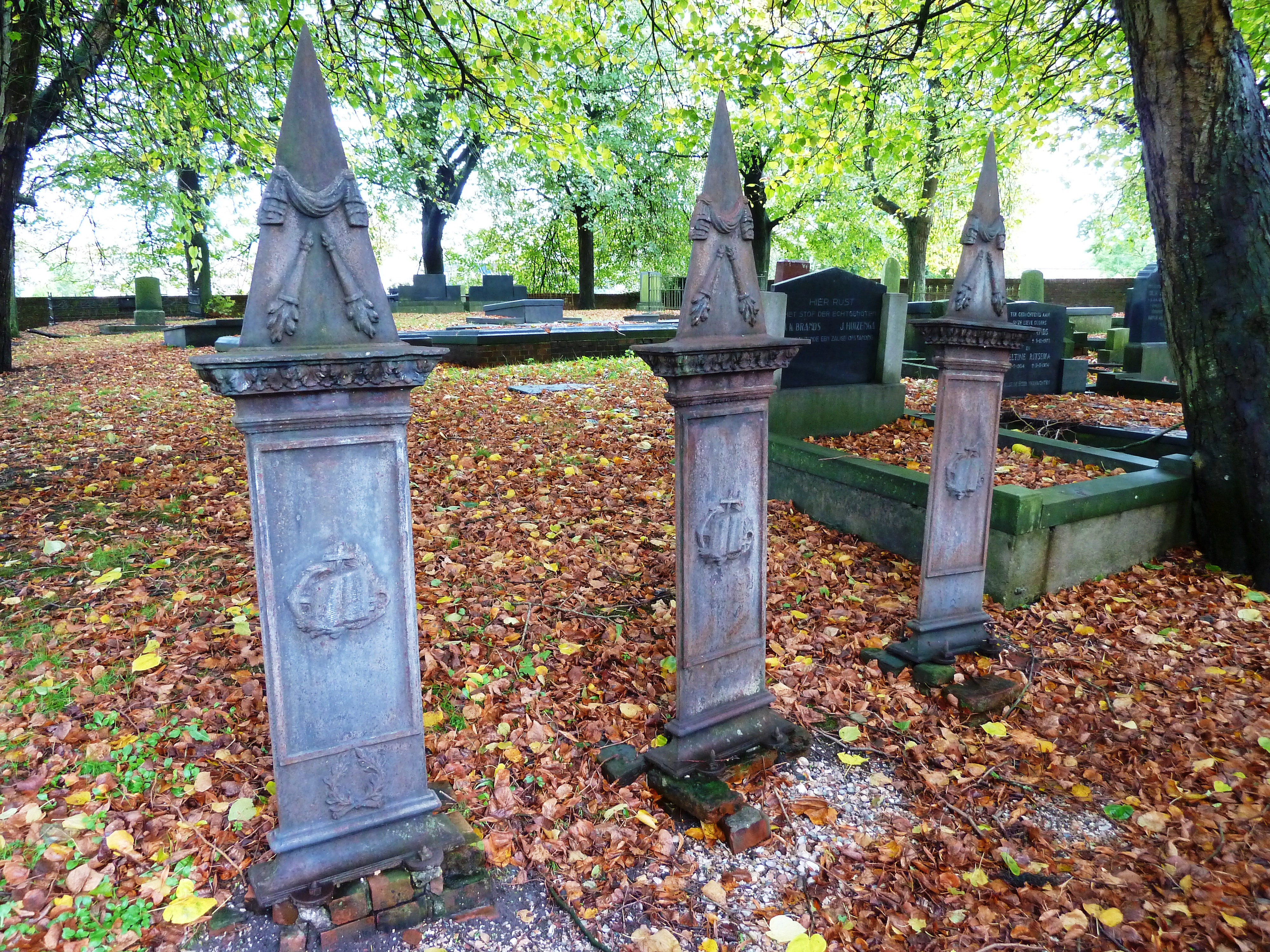
Gietijzeren graven op het ommuurde kerkhof van Bellingeweer
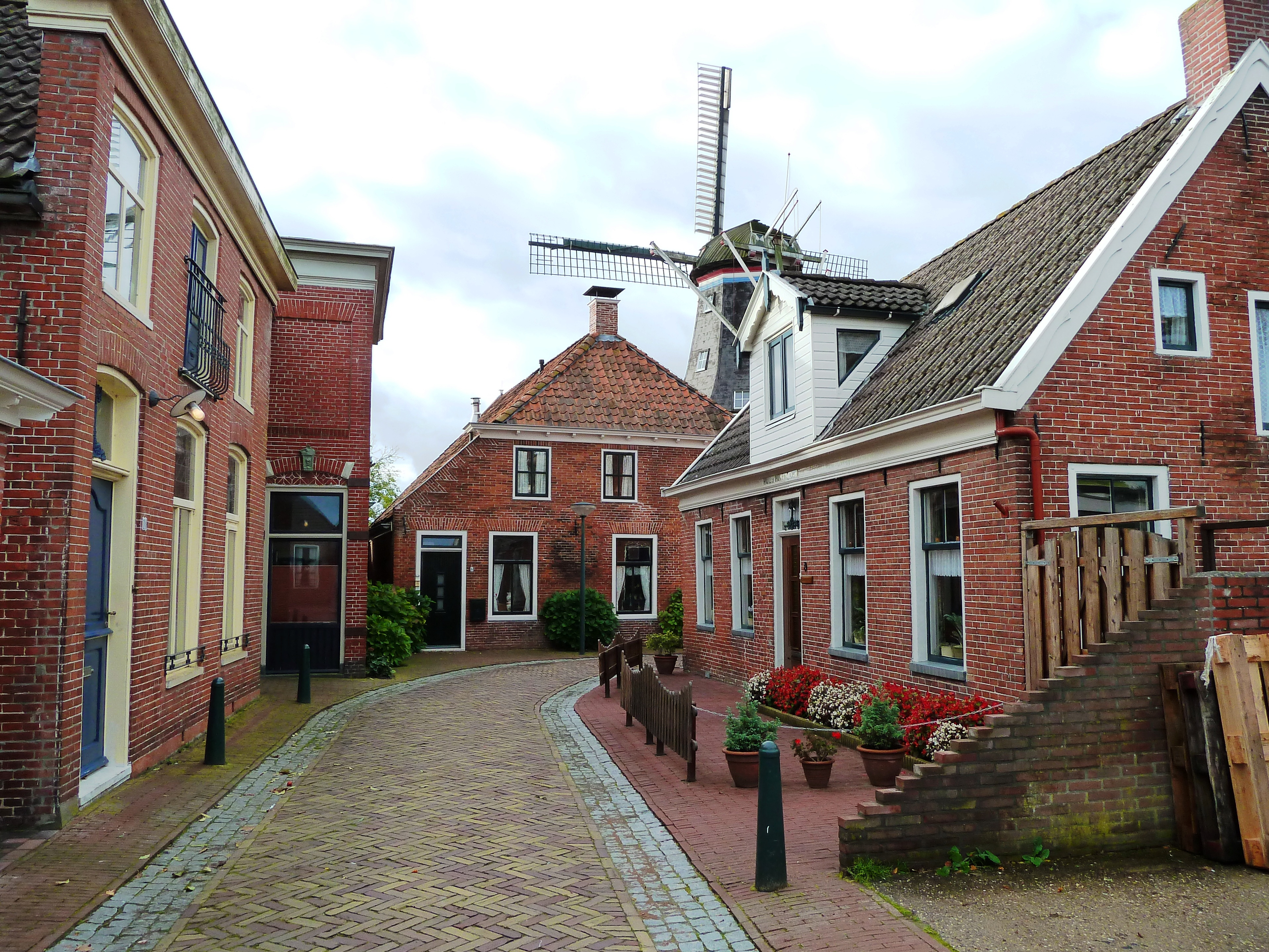
Molenstraat in Winsum met op de achtergrond De Ster
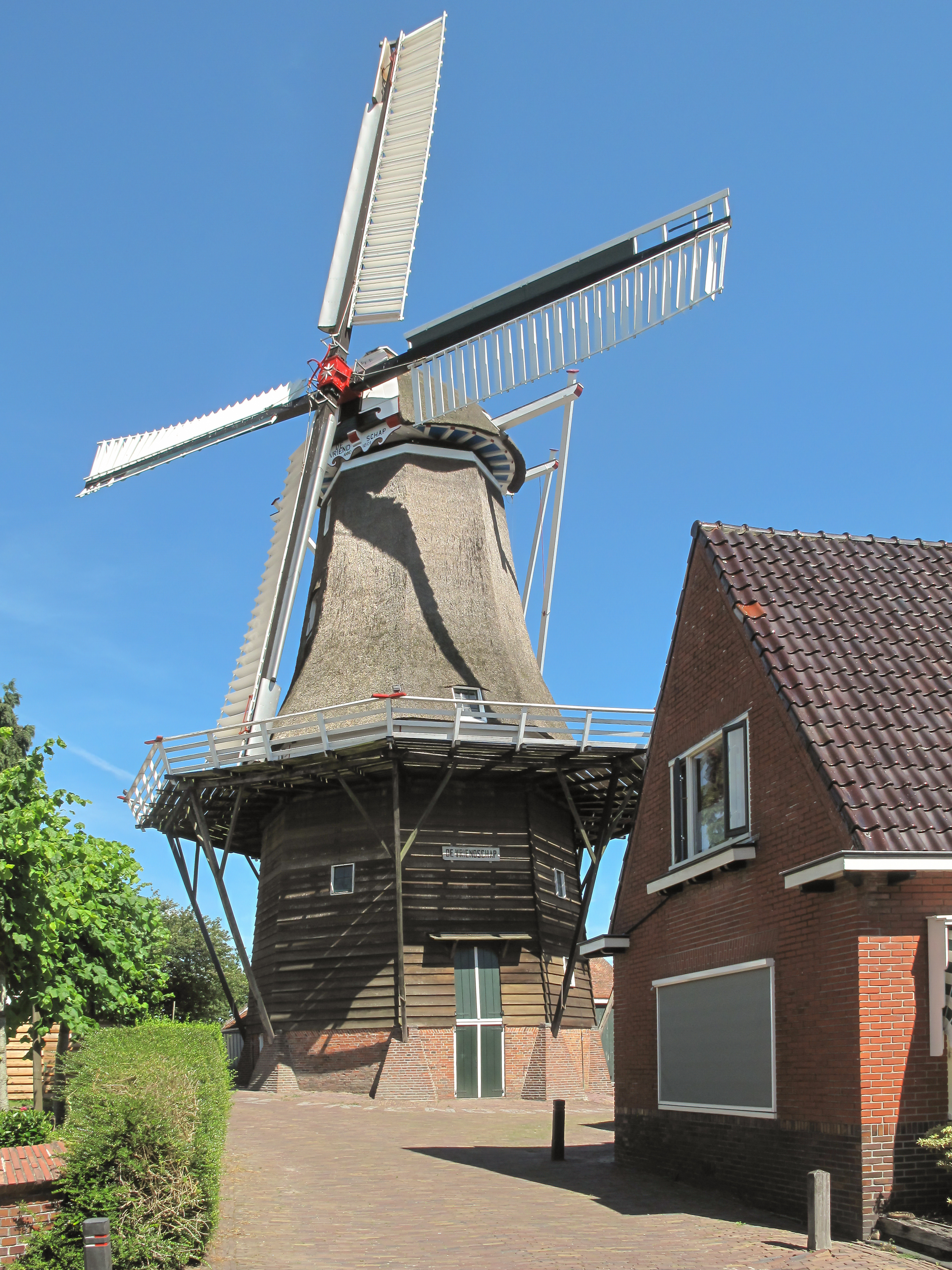
Korenmolen de Vriendschap
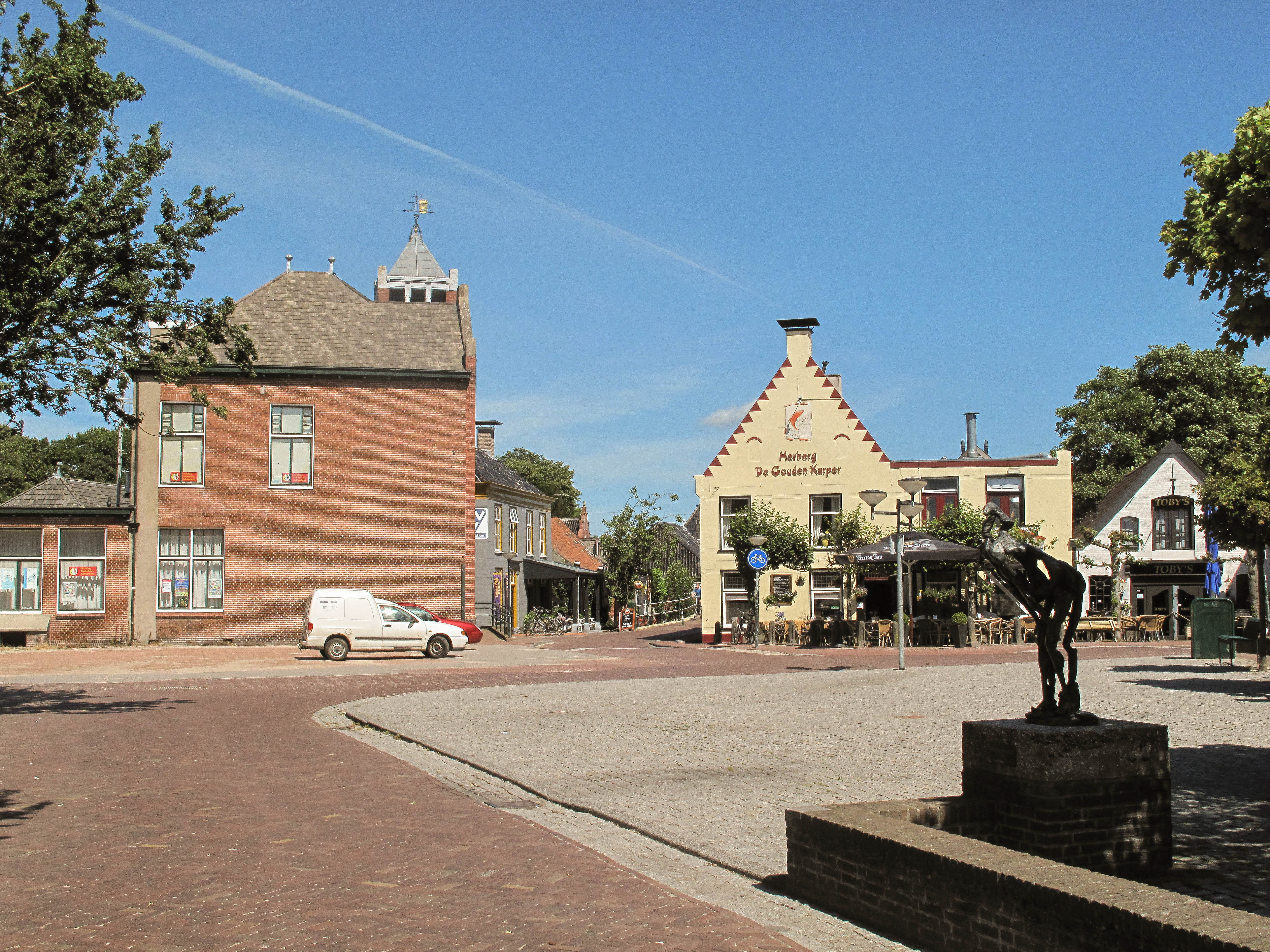
Kruispunt: Hoofdstraat W - Regnerus Praedinusstraat
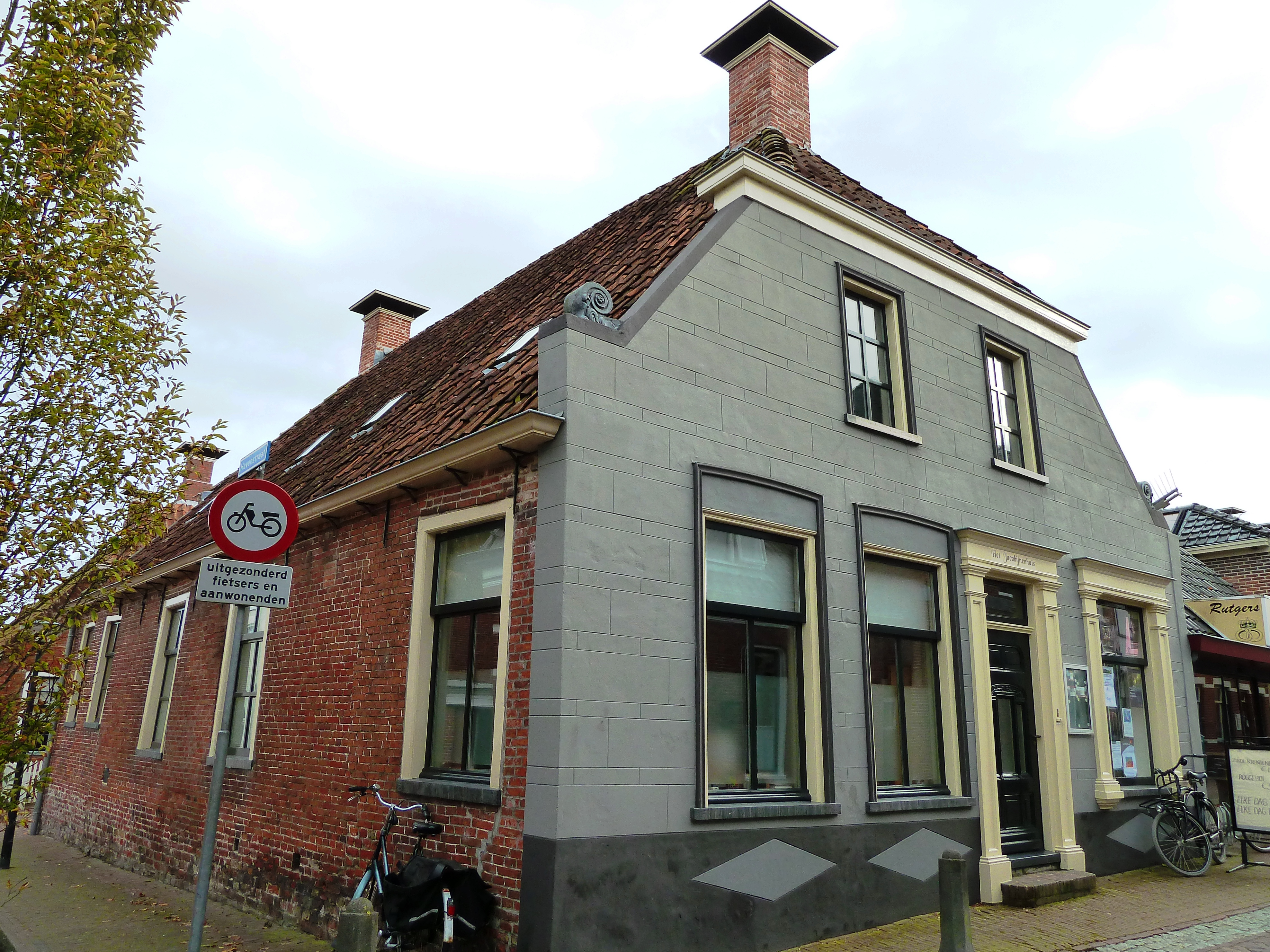
"Jacobijnenhuis", voormalige bakkerij waarin 13e- of 14e-eeuwse ramen zijn aangetroffen
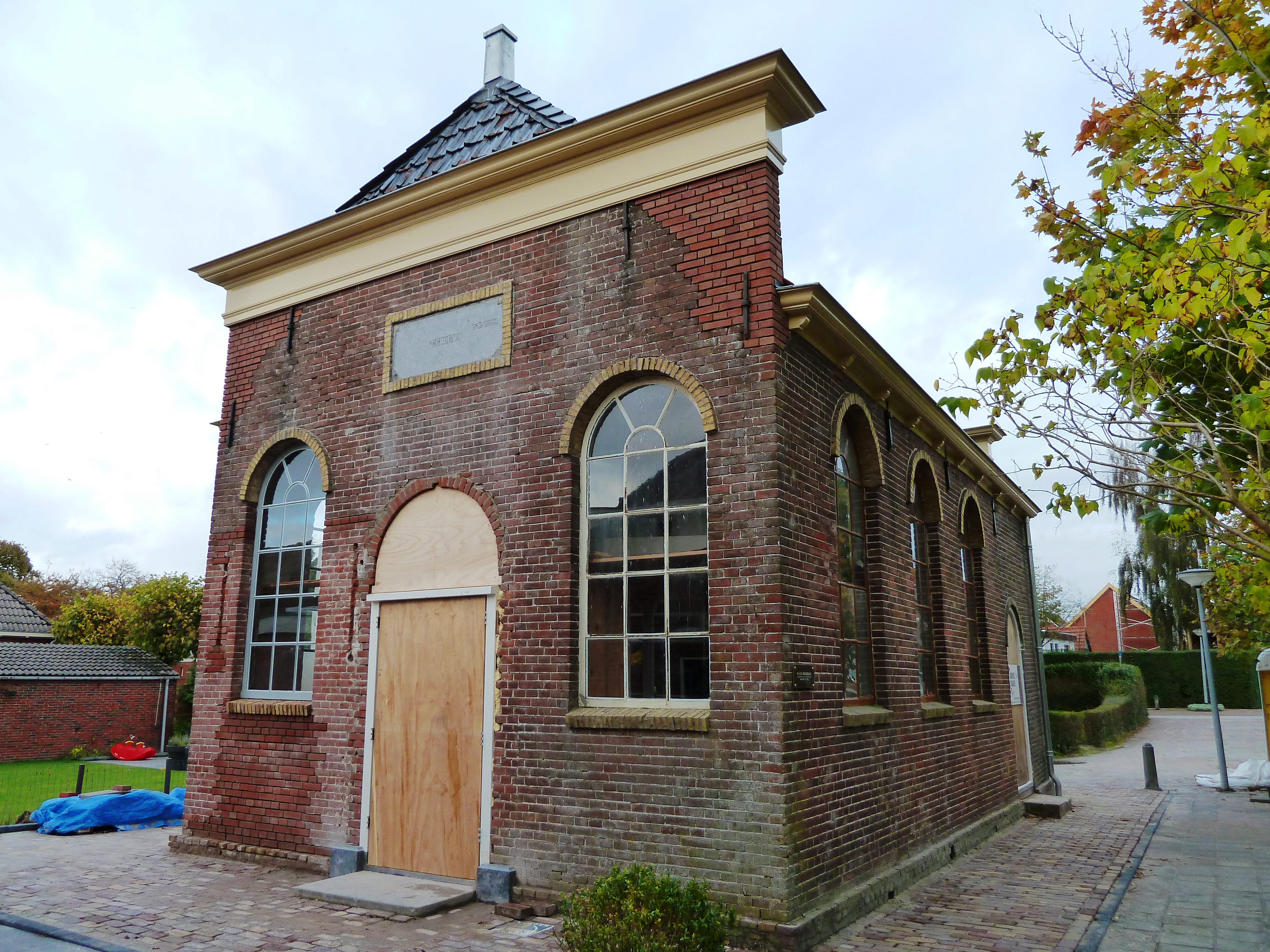
Synagoge uit 1878 tijdens restauratie (2010), aangemerkt als gemeentelijk monument.
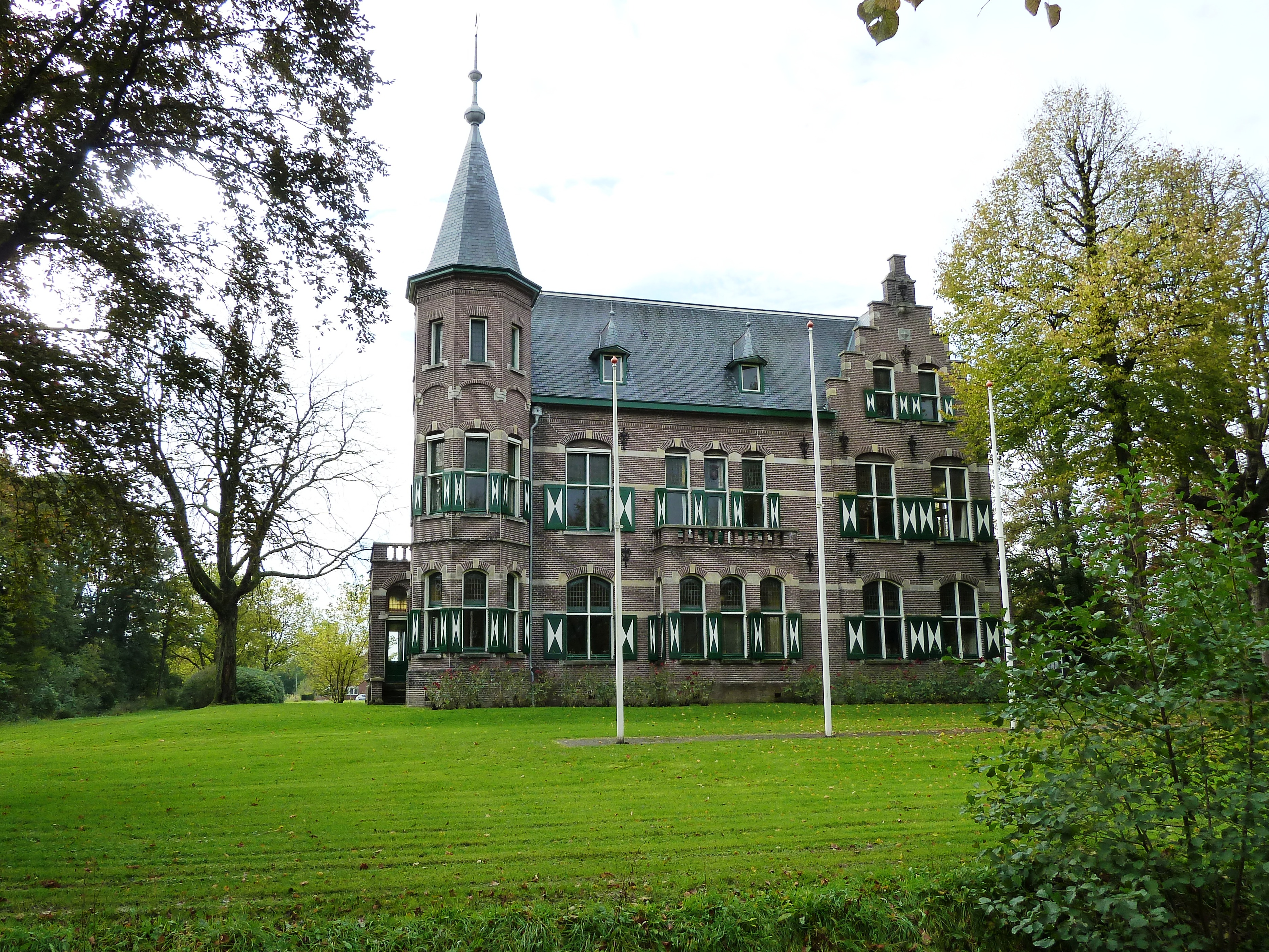
Vroegere notariswoning, sinds 1942 gemeentehuis
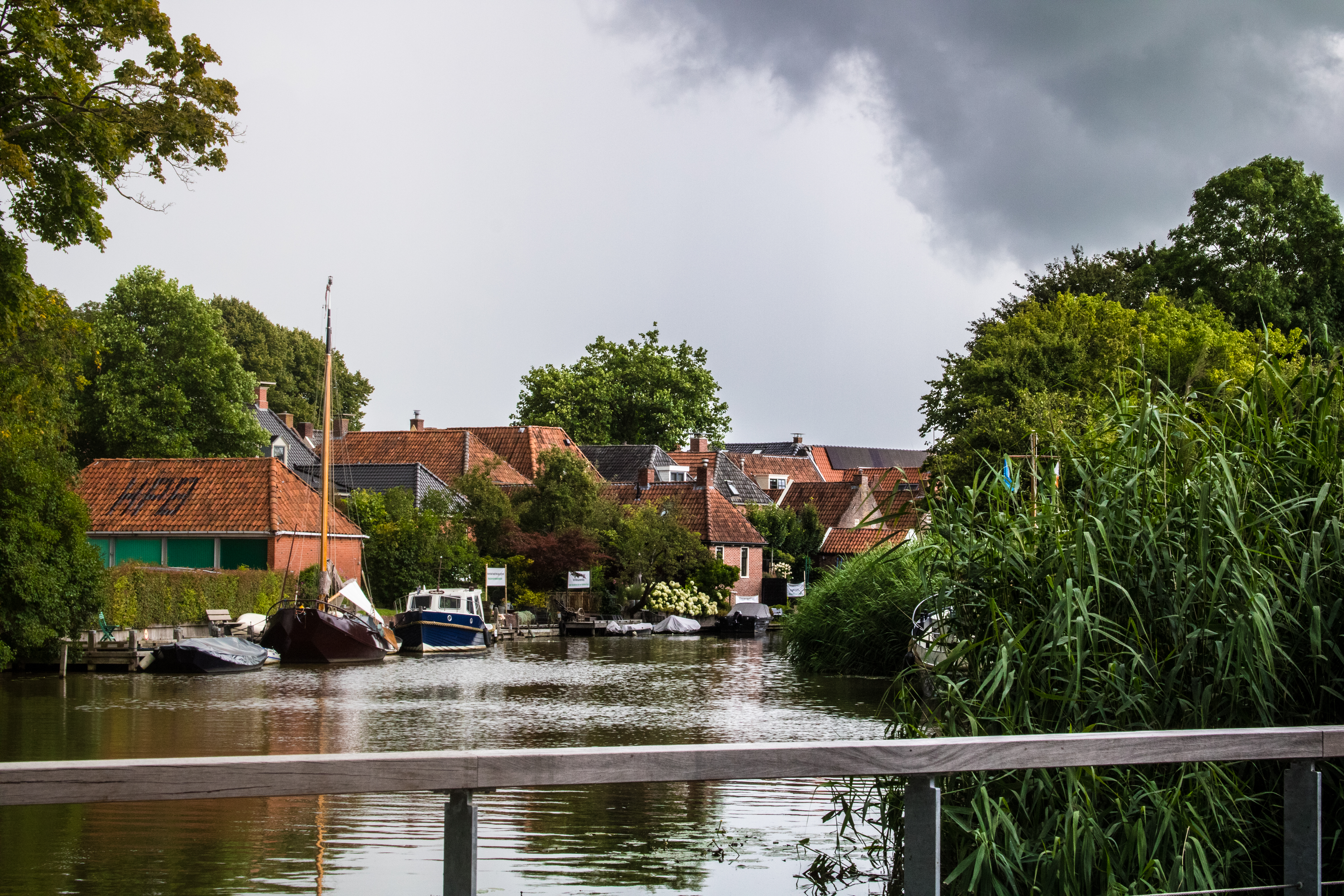
Winsumerdiep

## Spoorwegongevallen
Aan de spoorlijn Groningen - Roodeschool hebben zich enkele ernstige spoorwegongevallen voorgedaan.
- Op 25 juli 1980 vond een treinramp bij Winsum plaats, waarbij twee treinen op elkaar botsten. Er vielen negen doden en tientallen gewonden. In 2005 werd bij de herdenking van 25 jaar na de treinramp een monument onthuld door de voormalig burgemeester van Winsum Harm Bruins Slot.[4]
- Op 2 april 2014 vond een dodelijk treinongeluk plaats bij de onbewaakte spoorwegovergang aan de Voslaan.[5]
- Op 14 oktober 2014 vond opnieuw een dodelijk treinongeluk plaats bij de onbewaakte spoorwegovergang Voslaan. Over de onveiligheid ter plaatse zijn hierna veel gesprekken gevoerd.[6]
- Op 18 november 2016 vond een ongeluk plaats in Winsum bij een onbewaakte spoorwegovergang, toen een Arriva-trein tegen een melkwagen botste en ontspoorde. 35 lichtgewonden werden opgevangen in de brandweerkazerne in de buurt.[7] De overgang is na dit ongeval definitief gesloten.[8]

## Monumenten
- Lijst van rijksmonumenten in Winsum
- Synagoge van Winsum is het enige gemeentelijke monument binnen de voormalige gemeente Winsum.

## Sport en vrije tijd
Toerisme
- Dorpsgidsen Winsum - Het dorp beschikt over een groot aantal gidsen, voor een wandeling, vaartocht of fietstocht. Iedere zaterdag, maar ook op andere dagen mogelijk
- Camping Marenland - Camping, bootverhuur, kanoverhuur, en een prachtig terras aan het water

Voetbal
- VV Winsum - Voetbal
- Futsal Winsum - Zaalvoetbal

Korfbal
- DWA (De Witte Anjer)

Hockey
- HC Winsum (Hockey Club Winsum)

Tennis
- TC Winsum (Tennisclub Winsum )

Atletiek
- Jupiter Atletiek

Hardlopen
- Artemis Winsum

Volleybal
- Winkhem

Tafeltennis
- Aktief

Scouting
- Vinchem

Wielrennen
- TFC Winsum

Schaatsen
- Winsumerijsbaan

Muziek
- Christelijke Muziekvereniging De Bazuin
- Christelijke Zangvereniging Sound of Joy

## Geboren in Winsum
- Regnerus Praedinius (1510-1559), rector en onderwijzer
- Wigbolt Ripperda (1535-1573), telg uit het oudadellijke geslacht Ripperda en maakte aan het begin van de Tachtigjarige Oorlog deel uit van het leger van Willem van Oranje. Als leider van het verzet gesneuveld bij het Spaanse beleg van Haarlem.
- Johannes Elias Feisser (1805-1865), predikant
- Willem Kornelis Dusseldorp (1816-1869), architect
- Enno Wierda (1849-1921), langstzittende burgemeester van Winsum (1878-1918)
- Marten Talens (1850-1922), oprichten van de Royal Talens fabriek te Apeldoorn, een wereldleider in inkt, verf en -benodigdheden
- Renske Nieweg (1911-2002), idealiste, muziekpedagoge en inspirerend koorleidster
- Jan Samuel Niehoff (1923-2014), schoolarts, schrijver, dichter, taalkundige, redacteur, radiomedewerker, schilder, tekenaar, illustrator, beeldhouwer en activist
- Lammert Jan Hommes (1931-2004), politicus
- Wilte Everts (1954), politicus
- Elwin Kloosterman (1986), voetballer
- Marcel Pannekoek (1986), voetballer
- Oliver Polkamp (1987), hockeyer
- Alieke Tuin (2001), voetbalster

## Trivia
- De ANWB riep Winsum na een online verkiezing en een daaropvolgend jury-bezoek in 2020 uit tot het "allermooiste dorp van Nederland".[9]